# Джеймс Хънт
Джеймс Саймън Уолис Хънт (на английски: James Simon Wallis Hunt) е британски пилот от Формула 1, световен шампион във Формула 1 през 1976 г. и популярен телевизионен коментатор в БиБиСи.

## Ранни години
Джеймс е син на преуспяващ брокер и банков посредник, много уважаван в британските финансови среди. Майка му Сюзън също е видна обществена фигура в Лондон.
Джеймс и брат му Питър (който е и негов личен мениджър), учат в реномирания Уелингтън колидж в Бъркшир. Следва по-късно Медицина. Третият брат Дейвид Хънт (от общо пет деца), също е автомобилен пилот, състезава се във Формула 3, по-късно е един от създателите на компютърната игра REVS, и собственик на търговската марка на тима Лотус от Формула 1, след напускането на тима на Формула 1.
Когато навършва 18 години, отива с приятел да гледа за първи път автомобилно състезание, където бъдещият шампион е тотално запленен от високите скорости.

## Кариера
Започва кариерата през 1968 г. си във Формула Форд и Формула 3, където се проявява като бърз и съобразителен пилот. Във Формула 1 е от 1973 г.
Първата си победа във Формула 1, печели през 1975 година в състезанието за Голямата награда на Нидерландия на пистата Зандворт. Завършва на 4-то място в крайното класиране през 1975 г.
През 1976 г. подписва с Макларън и изживява най-добрата си година на пистите.
Печели 6 старта, дисквалифициран е в Голямата награда на Испания за технически нередности в болида, но по-късно оправдан.

## Извън пистата
Поведението на Джеймс Хънт рядко може да бъде похвалено, но то се компенсира с вълшебното му пилотиране на пистата.
Постоянно е в конфликт с журналистите, дори обижда Британското кралско семейство през 1979 г., когато закъснява ужасно много за церемония, на която трябва да бъде награден с голямо отличие от Негово кралско височество Херцога на Кент. Като добавка за закъснението си той пристига облечен в омазнена тениска и мазни джинси, като нито се извинява, нито се посвенява от постъпката си.
В Япония през 1978 г. става първият пилот в историята, който отказва да се качи на почетната стълбичка, защото организаторите не пожелали да му осигурят хеликоптер след състезанието.
В края на 70-те години (сезон 1979 е последен в кариерата му) напуска Формула 1 и става коментатор.
Умира от сърдечен удар през 1993 година в дома си в Уимбълдън.

## Резултати и класиране през годините
(Резултатите с удебелен текст показват и спечелен пол позишън)
| Година | Тим      | 1       | 2       | 3             | 4             | 5       | 6       | 7       | 8       | 9          | 10      | 11      | 12      | 13      | 14      | 15    | 16      | 17    | Тим      | Св. Шамп.-Точки | Точки |
| ------ | -------- | ------- | ------- | ------------- | ------------- | ------- | ------- | ------- | ------- | ---------- | ------- | ------- | ------- | ------- | ------- | ----- | ------- | ----- | -------- | --------------- | ----- |
| 1973   | Марч     | АРЖ     | БРА     | ЮАР           | ИСП           | БЕЛ     | МОН Отп | ШВЕ     | ФРА 6   | ВБР 4      | ХОЛ 3   | ГЕР     | АВС Отп | ИТА     | КАН 7   | САЩ 2 |         |       | Марч     | 8               | 14    |
| 1974   | Хескет   | АРЖ Отп | БРА 9   | ЮАР Отп       | ИСП 10        | БЕЛ Отп | МОН Отп | ШВЕ 3   | ХОЛ Отп | ФРА Отп    | ВБР Отп | ГЕР Отп | АВС 3   | ИТА Отп | КАН 4   | САЩ 3 |         |       | Хескет   | 8th             | 15    |
| 1975   | Хескет   | АРЖ 2   | БРА 6   | ЮАР Ret       | ИСП Отп       | МОН Отп | БЕЛ Отп | ШВЕ Отп | ХОЛ 1   | ФРА 2      | ВБР 4   | ГЕР Отп | АВС 2   | ИТА 5   | САЩ 4   |       |         |       | Хескет   | 4               | 37    |
| 1976   | Макларън | БРА Отп | ЮАР 2   | САЩ запад Отп | ИСП 1         | БЕЛ Отп | МОН Отп | ШВЕ 5   | ФРА 1   | ВБР ДИСКВ. | ГЕР 1   | АВС 4   | ХОЛ 1   | ИТА Отп | КАН 1   | САЩ 1 | JPN 3   |       | Макларън | 1               | 69    |
| 1977   | Макларън | АРЖ Отп | БРА 2   | ЮАР 4         | САЩ запад 7   | ИСП Отп | МОН Отп | БЕЛ 7   | ШВЕ 12  | ФРА 3      | ВБР 1   | ГЕР Отп | АВС Отп | ХОЛ Отп | ИТА Отп | САЩ 1 | КАН Отп | ЯПО 1 | Макларън | 5               | 40    |
| 1978   | Макларън | АРЖ 4   | БРА Отп | ЮАР Отп       | САЩ запад Ret | МОН Отп | БЕЛ Отп | ИСП 6   | ШВЕ 8   | ФРА 3      | ВБР Ret | ГЕР Отп | АВС Отп | ХОЛ 10  | ИТА Отп | САЩ 7 | КАН Отп |       | Макларън | 13              | 8     |
| 1979   | Волф     | АРЖ Отп | БРА Отп | ЮАР 8         | САЩ запад Отп | ИСП Отп | БЕЛ Отп | МОН Отп | ФРА     | ВБР        | ГЕР     | АВС     | ХОЛ     | ИТА     | КАН     | САЩ   |         |       | Волф     | 22              | 0     |

## Личен живот
Джеймс Хънт има два брака - първият е с модела и актриса Сузи Милър (1974 – 1976), а вторият е със Сара Ломакс (1983 – 1989), от която има двама сина – Том и Фреди, които също са автомобилни състезатели. Хънт се запознава със Сузи Милър в Испания, и на 18 октомври 1974 г. сключват брак в църквата Бромптън Оратори в Найтсбридж, но в края на 1975 г., Сузи го изоставя, и започва връзка с актьора Ричард Бъртън. Хънт и Сузи Милър се развеждат през 1976 г. През 1982 г. Хънт се премества да живее в Уимбълдън. През септември същата година той среща своята бъдеща съпруга Сара Ломакс, докато тя е на екскурзия със своите приятели в Испания. Хънт започва връзката си с Ломакс, когато тя се завръща във Великобритания, и те редовно се виждат през зимата на 1982 г. Джеймс Хънт и Сара Ломакс сключват брак на 17 декември 1983 г. в Марлборо, Уилтшир. Хънт закъснява за церемонията, а в това време неговият брат Питър му купува вратовръзка. По време на техния брак се раждат двама сина, Том и Фреди, които по-късно стават автомобилни състезатели. По време на посещението си в Донкастър, Хънт е арестуван за нападение, свидетели са двама полицаи, но е освободен след два часа, като обвиненията срещу него са отхвърлени. Хънт и Ломакс се разделят през октомври 1988 г., но продължават да живеят заедно заради децата си. През ноември 1989 г. те се развеждат заради изневяра на Хънт. Хънт се среща с Хелън Дайсън през зимата на 1989 г. в един ресторант в Уимбълдън, където тя работи като сервитьорка. Дайсън е с 18 години по-млада от него и се притеснява за реакцията на родителите си, относно тяхната връзка. Хънт пази в тайна от приятелите си своята връзка. Техните взаимоотношения допринасят за щастието на Хънт, наред с други фактори, които включват доброто му здраве, велосипеда му, обичайния му подход към облеклото, неговите двама сина и неговият ван Остин A35. В деня преди да умре (14 юни 1993 г.), Хънт по телефона предлага на Хелън Дайсън да се ожени за него.

## Смърт
Джеймс Хънт умира в съня си на сутринта на 15 юни 1993 г. от инфаркт, докато е в дома си в Уимбълдън. Тогава е на 45 години. На погребалната церемония участва солов тромпетист, който изпълнява на живо химни в опит да повиши настроението на скърбящите. Носещите ковчега на Джеймс Хънт са: неговият баща - Уолис, неговите братя - Тим, Питър и Дейвид, и неговия приятел - Бабълс Хорсли. Те извеждат ковчега му от църквата и го вкарват в катафалката, след две мили стигат до крематориума- Пътни Вейл, където е кремиран. След церемонията, повечето от опечалените отиват в дома на Питър Хънт (братът на Джеймс Хънт), за да отворят традиционно вино от Бордо, което е от 1922 г., годината на раждането на Уолис Хънт (бащата на Джеймс Хънт). Това вино е подарък от Джеймс за 60-годишния юбилей на баща му през 1982 г.

## В киното
През 2013 г. излиза филмът „С пълна газ“, който разказва за съперничеството между пилотите във Формула 1: Джеймс Хънт и Ники Лауда. Ролята на Хънт е изпълнена от австралийския актьор Крис Хемсуърт.